# 兩國站
兩國站（日语：／ Ryōgoku eki */?）是位於日本東京都墨田區橫網一丁目，屬於東日本旅客鐵道（JR東日本）、東京都交通局（都營地下鐵）的鐵路車站。

## 停靠路線
此站有JR東日本的總武本線支線、東京都交通局的都營地下鐵大江戶線，雖為轉乘站，但兩方最近的出口距離達300公尺左右。（JR線與大江戶線轉乘可選擇在距離較近的御徒町站與上野御徒町站、濱松町站與大門站）。
JR東日本總武本線車站的定期列車只限行走緩行線的中央·總武線各站停車停靠。雖然有可轉乘千葉方向的快速線列車月台存在（後述），但現在只限臨時列車使用。依據特定都區市內制度屬「東京都區內」。
JR中央·總武線各站停車的車站編號是「JB 21」、都營大江戶線是「E 12」。

## 歷史
1904年4月5日，私鐵總武鐵道設立「兩國橋站」。總武鐵道建設鐵路時，是先行開通市川站以東區間之後再逐漸往東京延伸通車。而本所站（之後的錦糸町站）至兩國橋站的區間是都心側最後通車的區段。當時，本所至兩國橋沿線已發展成市區，因此取得高架線許可。公司為了減低高架建設費用而修改地面路線，最後建造了長1.5公里的高架橋，成為日本鐵道最早的高架區間。一開始僅單線通車，之後在1906年8月19日複線化。由於列車行駛於高架橋上，為了避免排放式廁所的排泄物影響到居民，本所往西區間禁止使用廁所。
由於當時總武鐵道難以建設跨越隅田川的橋樑，因此兩國橋站成為總武鐵道都心側的總站。當時站房建於車站西側，為木造2層式建築，面積170坪（約562平方公尺），建設費約9,000萬日圓。站房旁有同為木造2層式的總武鐵道本社。月台全長212公尺，東側有地下道連通龜澤町方向的出口。站內有連通隅田川的運河，可進行水運運輸。貨運業務在1904年9月1日起開始服務。
另外，將吾妻橋站（現在的東京晴空塔站）做為總站的東武鐵道也建設龜戶線連結本站，使得兩國橋站不僅是房總方向，也是北關東方向的鐵路總站。吾妻橋站也因本站開業而暫時廢止。1907年9月1日，總武鐵道國有化。1910年3月1日吾妻橋站改稱淺草站，恢復客運業務。3月27日，東武鐵道終止往兩國橋站的班次。但貨運列車仍持續利用東武龜戶線至北千住站連通常磐線，直至1926年7月1日連結小岩站與金町站的新金貨物線通車為止。
1923年9月1日，日本發生關東大地震，本站站房崩塌燒毀。高架橋受損嚴重，直至10月9日才恢復通車。在臨時站房無法負荷不斷增加的乘客流量與貨運需求下，1929年12月30日新站房正式啟用。月台為終端式2面4線構造，站房面積3,034坪（約10,030平方公尺）。當時乘車口與下車口分離，乘車口與在面對站房的左側，下車口在站房右側。內部設有剪票口、2等候車室、3等候車室、行李櫃台。
原來的「兩國」涵蓋隅田川兩岸（17世紀以前隅田川是武藏國與下總國交界而得名），因此橋梁稱為兩國橋。位於兩國橋附近的本站雖以橋梁命名為兩國橋，但在「兩國」的範圍逐漸縮減至隅田川東岸，加上一般人有多簡稱本站為兩國站，因此在1931年10月1日正式更名為「兩國站」。
當時，在房總方向共94站之中，作為東京側總站的兩國站在使用人數與收入都高居第一，貨運業務量也名列第2位。其業務收入在東京鐵路車站中僅次於東京、上野、新宿、橫濱、新橋排名第6位，高於當時的澀谷與池袋等站。但在開始興建兩國站往西的總武本線後，本站失去總站的地位，逐漸衰退。
因關東大地震燒毀的市區在進行都市更新後保留了鐵路用地，之後在1932年7月1日完成至御茶之水的線路，總武本線起點也改至御茶之水。御茶之水與兩國之間因已電氣化而實施電車的折返運轉，本站成為往房總方向列車的轉乘站。因此，站內整建現在使用的1、2號線月台，並增設地下道連通原有月台，高架下新設直通電車月台的剪票口。當時兩國以東尚未電氣化，往房總方向的乘客須在兩國站轉乘，但由於乘客不需通過剪票口，進出站人次與收入大減。1935年7月1日，完成至千葉站區段的鐵路電氣化，因此電車可直通該站，本站起訖班次逐漸減少。第二次世界大戰後，由於煤炭缺乏而減少蒸汽機車的使用，加上房總方向成為柴聯車的重點區段，本站起訖往房總方向的班次減少至每日兩班。
但因當時外房線、內房線尚未電氣化，1958年7月10日起柴聯車準急「犬吠」開始運行，本站為其起訖站。接著房總方向的準急、急行開始增班，加上部分經總武緩行線往新宿方向的列車，有許多優等列車以本站為起訖站。兩國站因此重新恢復往房總方向的總站地位。特別是每年夏季有許多往房總海濱的臨時列車，使得兩國月台人聲鼎沸。之後列車月台也電氣化。
1972年7月15日，總武本線複複線化。東京站至錦糸町站的地下線總武快速線完工，總武線快速列車可直達東京站。183系特急開始從東京地下站直通總武線、內房線、外房線。該線路從本站站內北側通過，由於是出土段，加上急轉彎，因此本站未設月台。從此總武快速線列車不停靠本站。貨運業務在逐漸移至附近的越中島等站後，結束其物流據點的地位。此時，往房總方向的急行列車仍有部分在兩國站發車，但在1982年11月15日改點後，廢止本站所有往房總方向的急行列車，僅剩特急「潮騷」、「菖蒲」、「水鄉」1日1班往返。1988年3月13日起廢止特急班次，本站僅停靠總武線各站停車。
另一方面，在東京的地下鐵路網中，兩國地域遲遲未有路線通車，直至2000年都營大江戶線通車後，兩國站才有地下鐵。

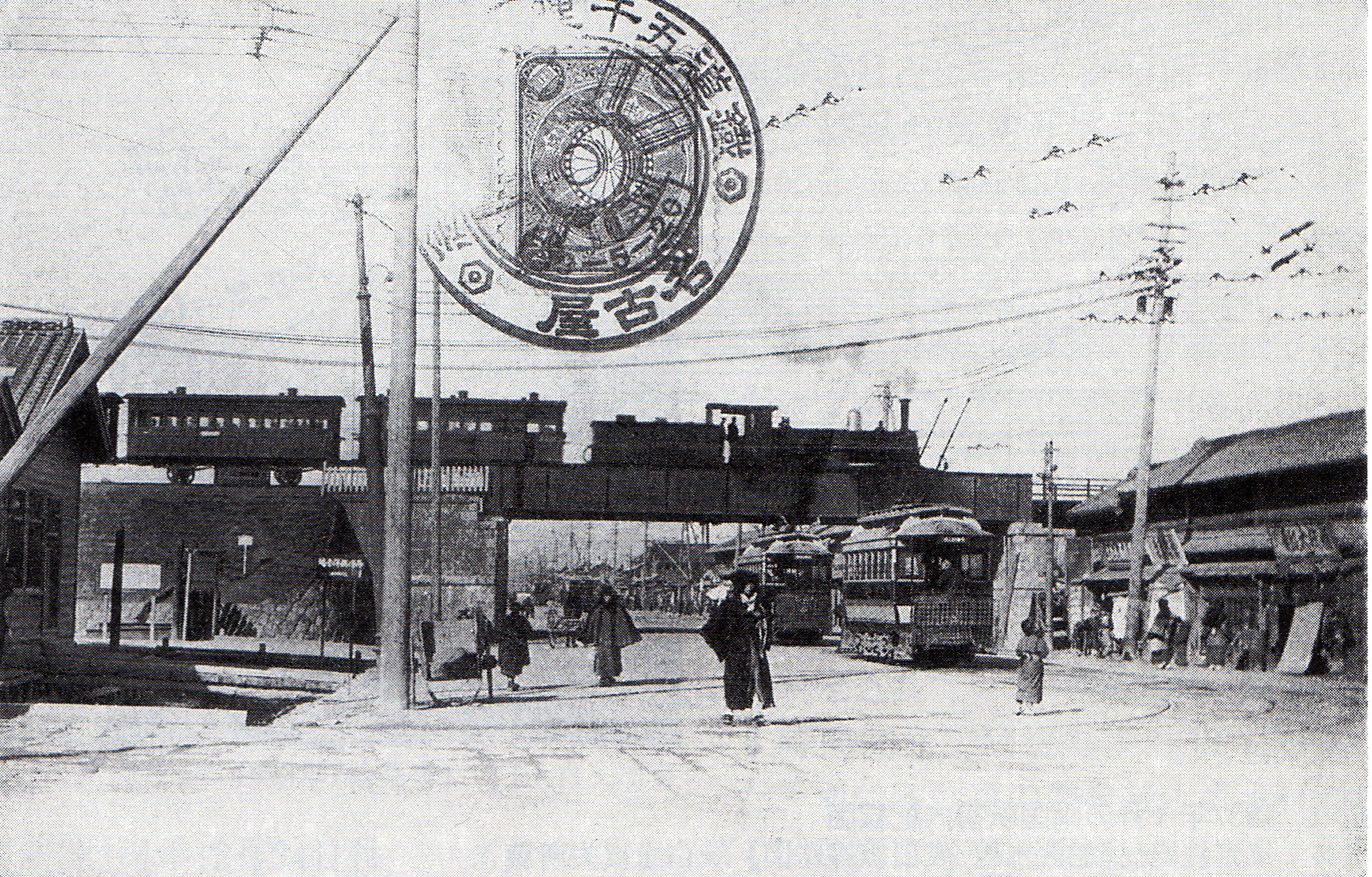
龜澤町高架橋上的總武鐵道列車（1906年）
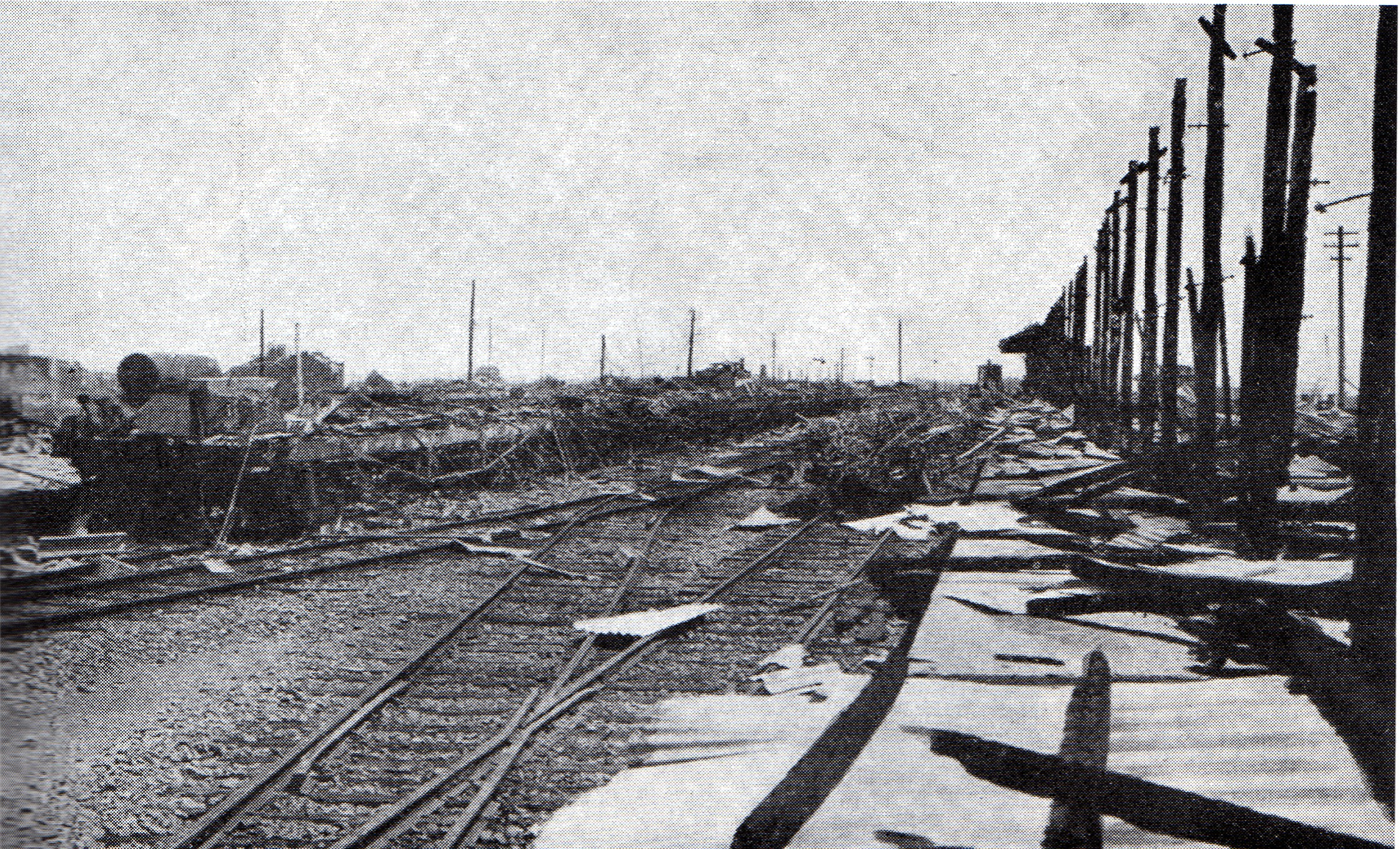
關東大地震毀損的兩國站內
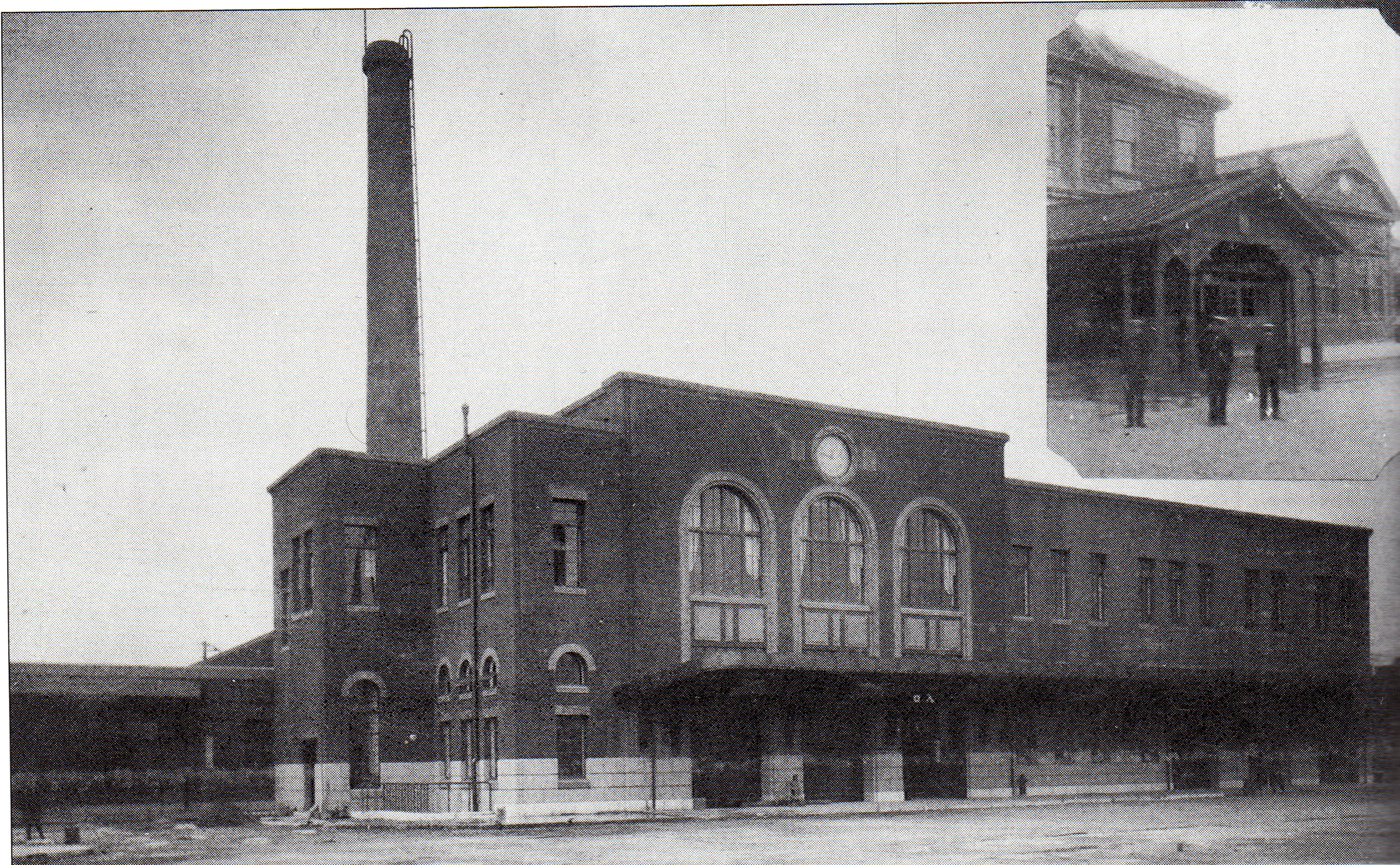
1929年完成的站房（全體）與初代站房（右上）

### 年表
- 1904年（明治37年）4月5日：總武鐵道兩國橋站[3]開業，當時是總武鐵道在東京的總站[3]。另外，當時東武鐵道列車均經龜戶線直通總武鐵道線，並以本站為終點站[3]。
  - 9月1日：開始貨運業務。
- 1906年（明治39年）8月19日：本站至本所複線化。
- 1907年（明治40年）9月1日：總武鐵道國有化，成為日本國有鐵道車站[3]。
- 1910年（明治43年）3月27日：東武鐵道淺草站（之後的東京晴空塔站）開業，東武鐵道取消直通計畫。自此東武列車不再停靠本站[3]。
- 1923年（大正12年）
  - 9月1日：關東大地震，站房毀壞[3]。
  - 10月9日：恢復通車[3]。
- 1929年（昭和4年）12月30日：新站房啟用。
- 1931年（昭和6年）10月1日：改稱兩國站[3]。
- 1932年（昭和7年）7月1日：本站和御茶之水站之間完成電氣化[3]。
- 1958年（昭和33年）7月10日：準急「犬吠」開始運行[3]。
- 1969年（昭和44年）
  - 8月20日：最後一班從本站發往勝浦的客221レ蒸汽機車發車。從此東京都23區內起訖的蒸汽機車客運列車全部廢除。（但貨運列車持續至隔年）
  - 10月1日：貨物配送業務廢止。
- 1970年（昭和45年）7月1日：貨運業務廢止。
- 1972年（昭和47年）7月15日：作為通勤五方面作戰一環，總武快速線開業[3]。
- 1982年（昭和57年）11月15日：班次改點，廢止往房總方向的急行[3]，本站列車月台發車的班次大幅減少。僅剩特急「潮騷（日语：しおさい (列車)）」、「菖蒲」、「水鄉」（日语：あやめ (列車)）1日1班往返。
- 1987年（昭和62年）4月1日：國鐵分割民營化，本站由JR東日本接手管理[3]。
- 1988年（昭和63年）3月13日：本站廢除特急「菖蒲」、「水鄉」班次。從此定期旅客列車僅剩總武線各站停車。
- 1998年（平成10年）：入選關東車站百選（第二回）。
- 2000年（平成12年）12月12日：都營大江戶線站區開業。
- 2001年（平成13年）11月18日：JR東日本的智能卡系統Suica正式投入服務。
- 2007年（平成19年）3月18日：東京都交通局參與的智能卡系統PASMO正式投入服務。
- 2008年（平成20年）11月29日：3號月台完成修建，正式開放使用。
- 2010年（平成22年）3月12日：最後一班晚報運送列車自本站開出。自此3號月台沒有定期列車班次使用。
- 2016年（平成28年）11月25日：兩國站舊站房整修，複合餐飲設施「-兩國-江戶NOREN」開幕。

### 站名由來
原來，兩國意指隅田川兩國橋兩岸（隅田川西岸為舊日本橋兩國）。但當時總武鐵道僅至隅田川東岸、兩國橋以東，因此站名命名為兩國橋站，之後更名為兩國站。在站名影響與兩國國技館開設之下，現在的兩國多稱兩國橋以東的區域。而「兩國」一名則是來源於此地過去是武藏國與下總國的邊界。

## 車站構造
JR車站設有東西兩個出入口，站房位於高架下。月台旁有可見過去總站面貌的舊站房與舊月台。舊站房大廳原是居酒屋連鎖店「花之舞」營業的「大江戶八百八町・花之舞 兩國國技館前店」（之後移至清澄通旁錦糸町方向高架下，更名為「兩國八百八町・花之舞 江戶東京博物館前店」）。閉店後舊站房進行改建，2016年11月25日複合餐飲設施「-兩國- 江戶NOREN」開幕。

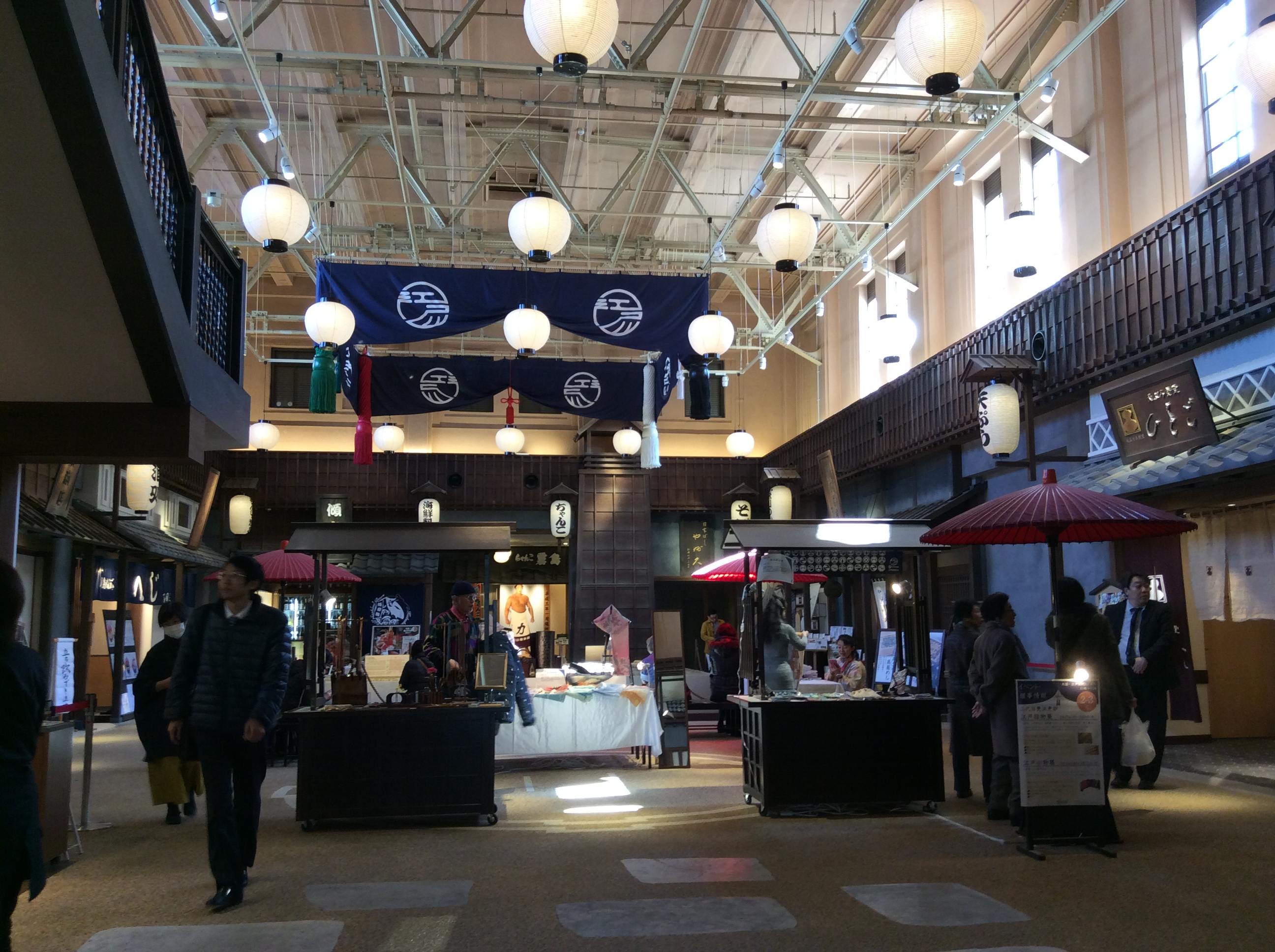
「江戶 NOREN」 1樓（2017年3月3日）
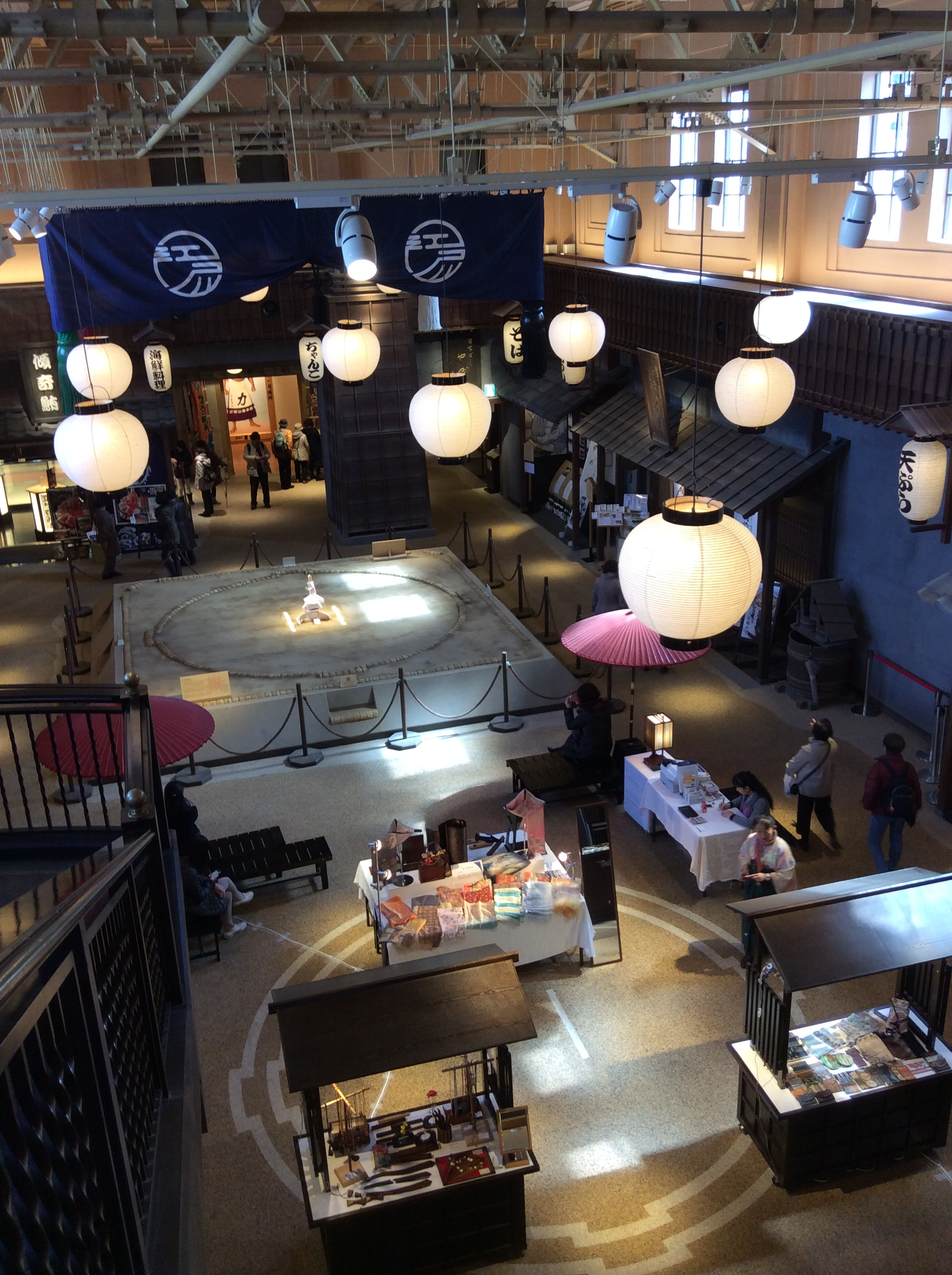
「江戶 NOREN」 2樓所見的一樓大廳（2017年3月3日）

### JR東日本
島式月台2面3線之地上車站。
由總武線各站停車用的島式月台1面2線電車月台以及側式月台1面1線列車月台組成的高架車站。列車月台比電車月台低。

#### 月台配置

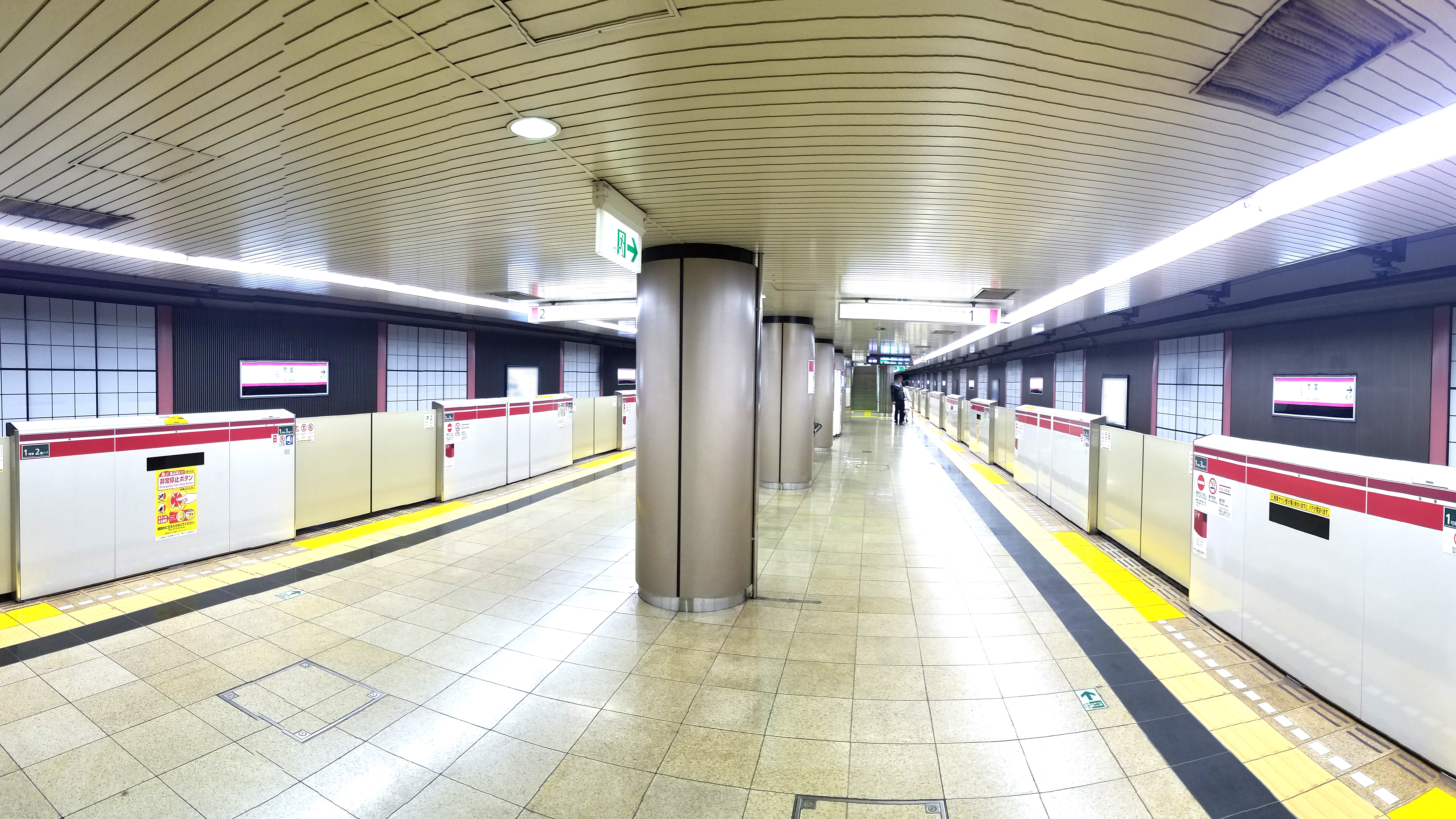
月台（2019年11月）

| 月台 | 路線                                | 方向                                | 目的地                              |
| ---- | ----------------------------------- | ----------------------------------- | ----------------------------------- |
| 1    | 總武線（各站停車）                  | 西行                                | 淺草橋、秋葉原、新宿方向            |
| 2    | 總武線（各站停車）                  | 東行                                | 錦糸町、市川、千葉方向              |
| 3    | ■團體、臨時月台（與總武快速線接續） | ■團體、臨時月台（與總武快速線接續） | ■團體、臨時月台（與總武快速線接續） |

（來源：JR東日本:車站構內圖（页面存档备份，存于））
1號線有部分導覽可見不直通的東京站、上野站，要前往該兩站須在秋葉原站轉乘。
本站北側有總武快速線總武隧道的入口。
列車月台在總武快速線東京站（總武隧道）啟用前，是總武本線、成田、鹿島線、內房、外房線等的中長距離列車停靠月台，為東京都心的總站之一。平時不開放往列車月台的通道。現在僅在臨時列車停靠時使用。
列車月台在當初是3至6號線，為2面4線構造，其北側是留置線與貨物站。隨著總武快速線建設，廢止6號線與留置線、貨物站。JR成立時月台共有五面，當時有特急「菖蒲」、「水鄉」停靠。總武快速線團體列車多在本站折返。2010年3月12日以前，向內房、外房線沿線報攤與主要車站KIOSK發送晚報的報紙輸送列車1日1班從3號線月台發車。
之後1988年（昭和63年）3月13日，廢止本站的特急列車，團體列車也因東京隧道進入限制的鬆綁，多數列車改往東京站，本站使用頻率大幅減少。因此，5號線與4號線月台陸續廢止，僅剩現在的3號線月台。舊4、5號線現在作為保線基地，但因撤除高架電車線因此列車無法進入。另外，3號線月台因應2008年秋季觀光活動「周遊 夢半島千葉」（ぐるっと ゆめ半島ちば）全面整修，同年11月29日發車的「快速 周遊 夢半島1號 」（ぐるっと ゆめ半島1号）成為整修後的第一班列車。
新宿方向往總武線千葉方向的特急全部通過本站電車月台。
2008年9月2日，變更發車音樂與擴音器。
西口設有電扶梯與電梯。

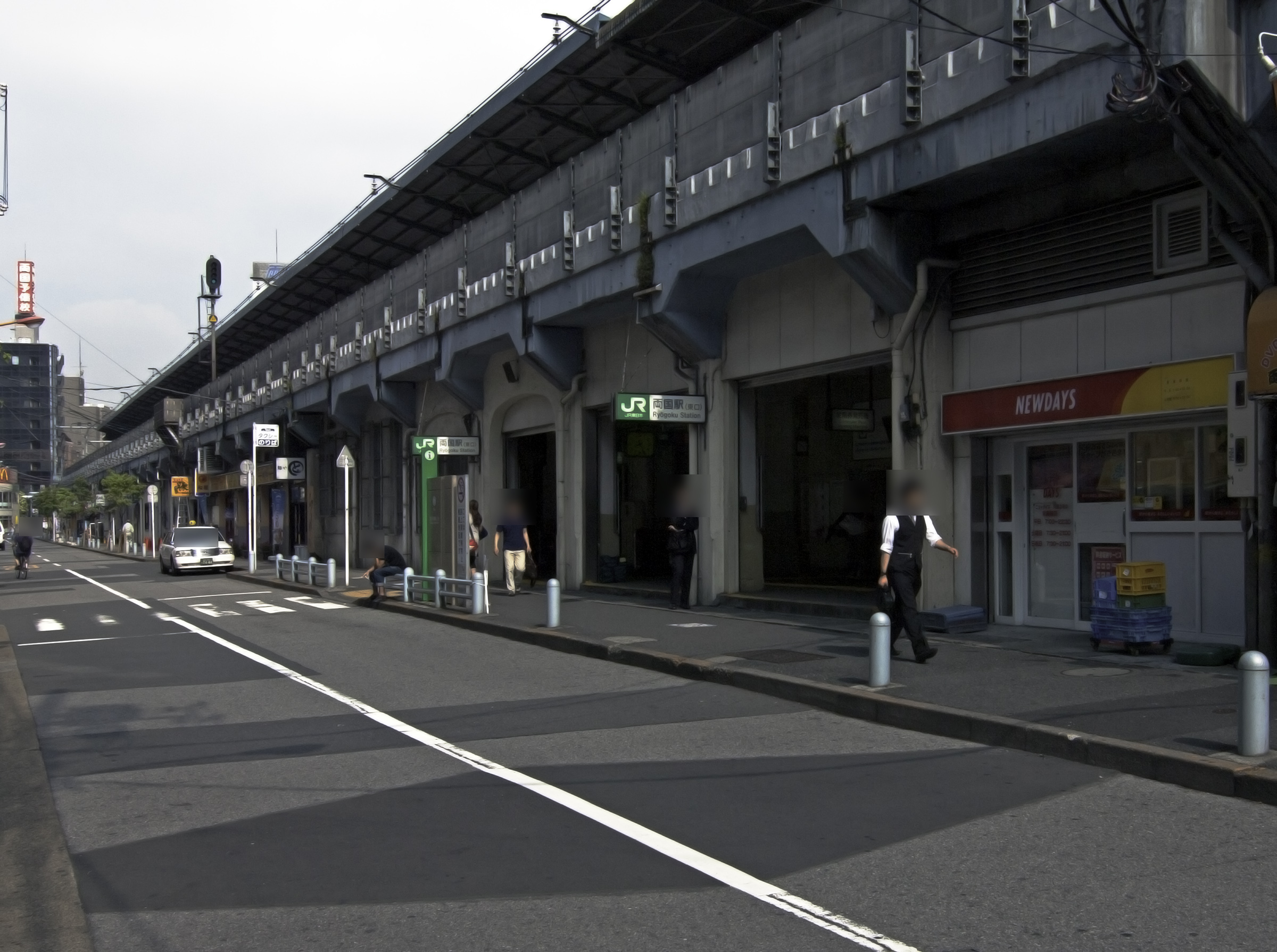
東口（2010年7月）
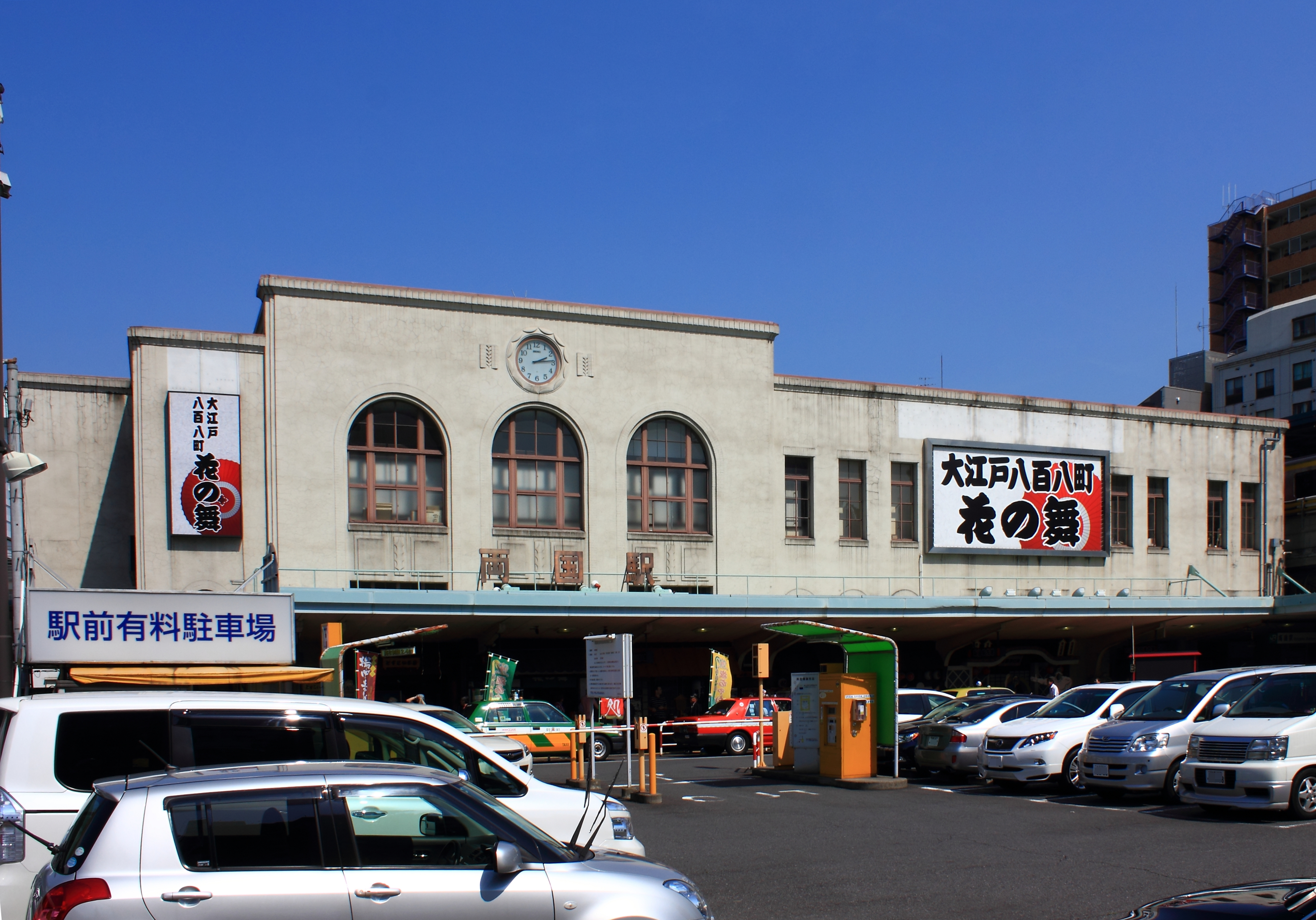
翻新前西口（2012年5月）
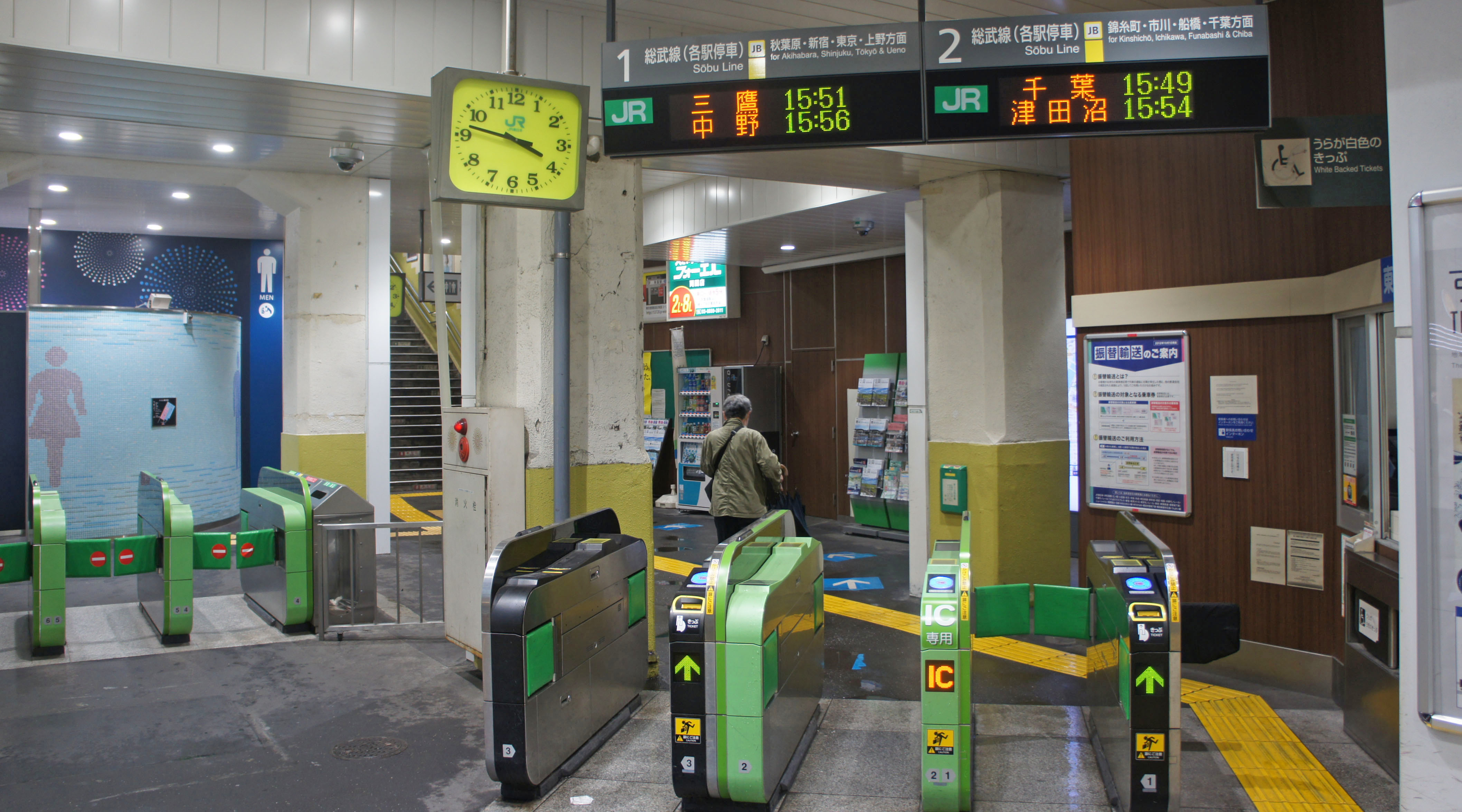
東口閘口（2019年6月）
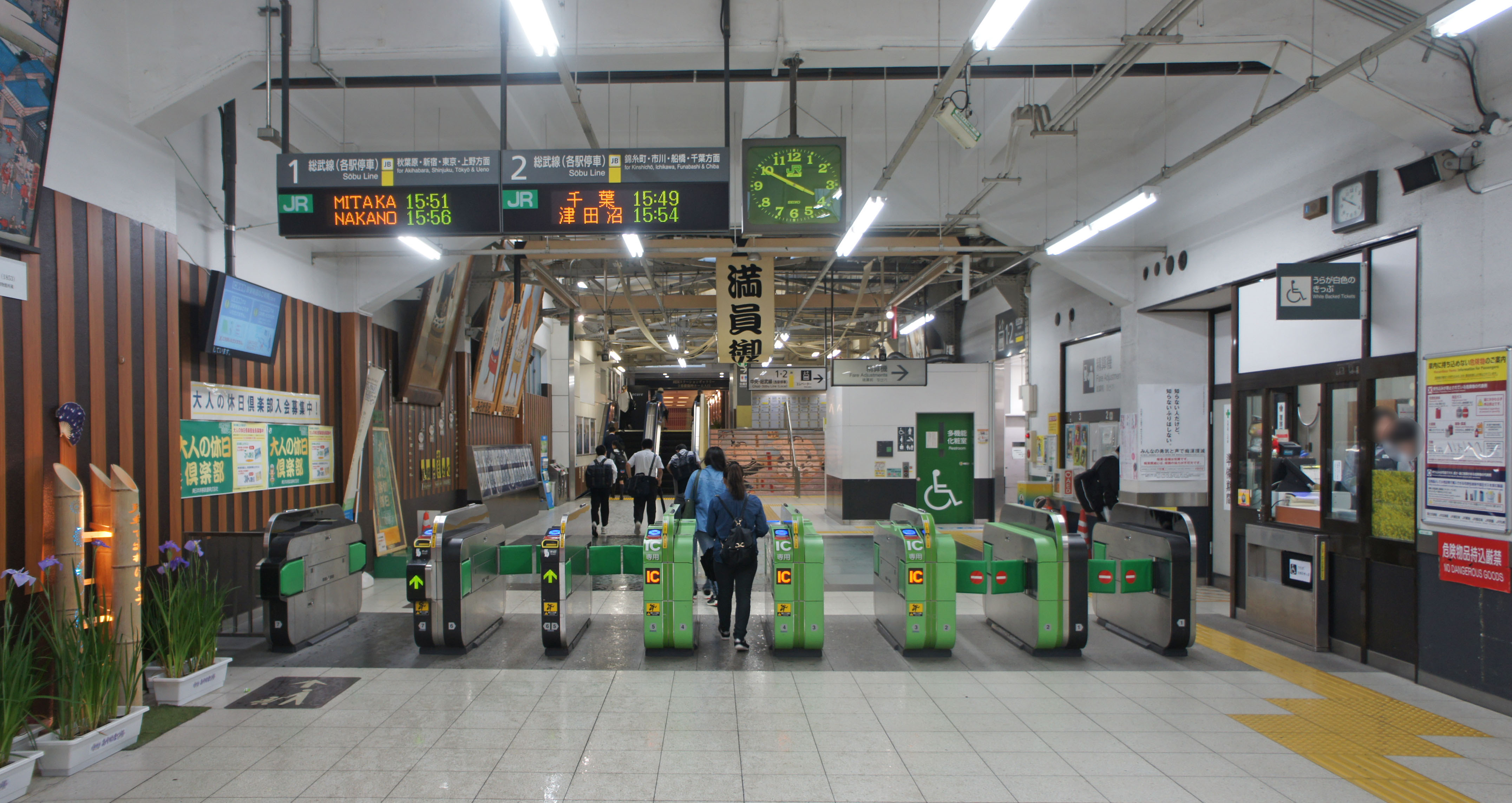
西口閘口（2019年6月）
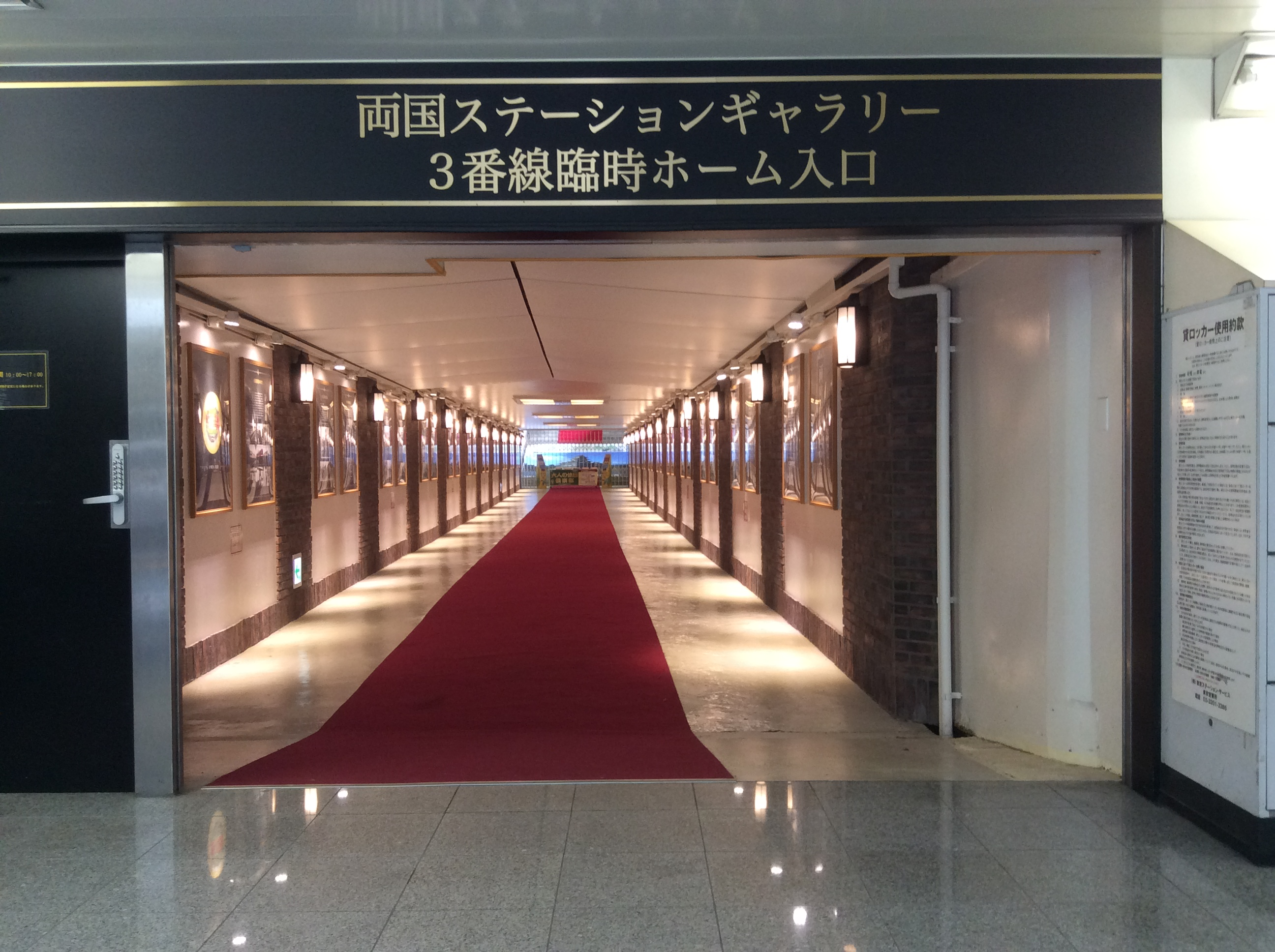
構內的「兩國車站畫廊」（2017年6月）
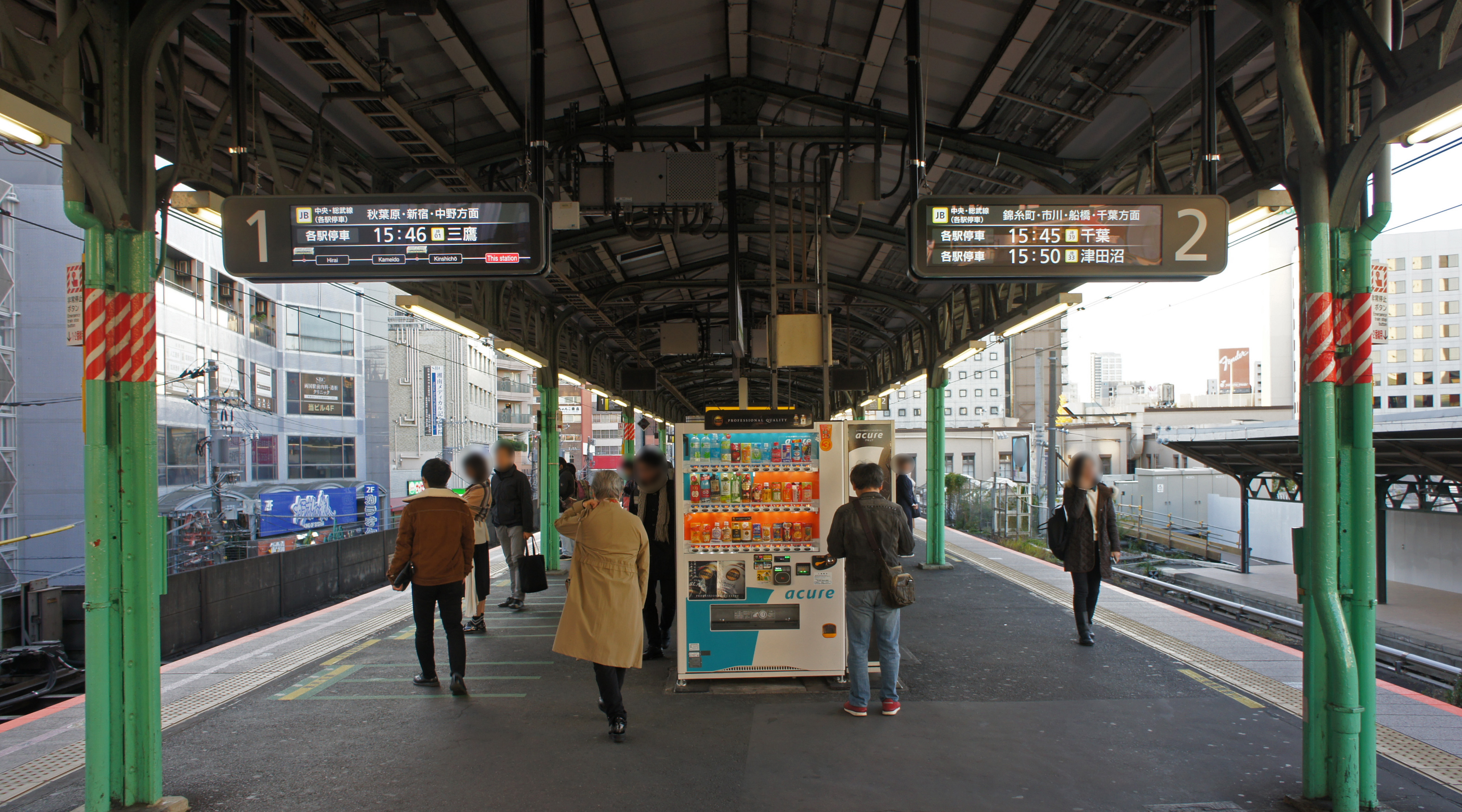
1、2號月台（2019年11月）
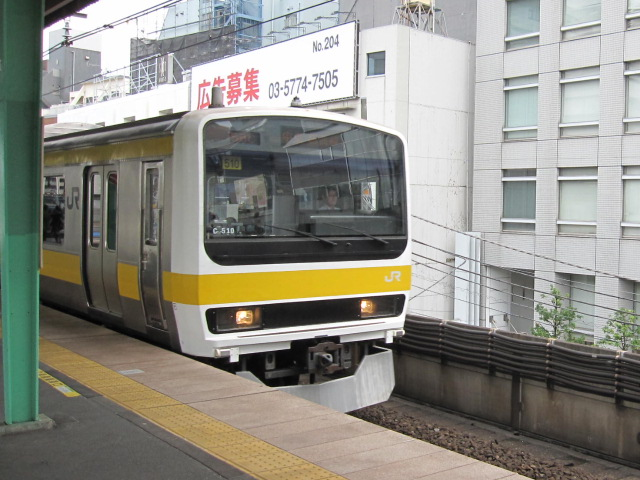
1號月台（御茶之水方向）入線往三鷹的209系500番台（2018年9月）
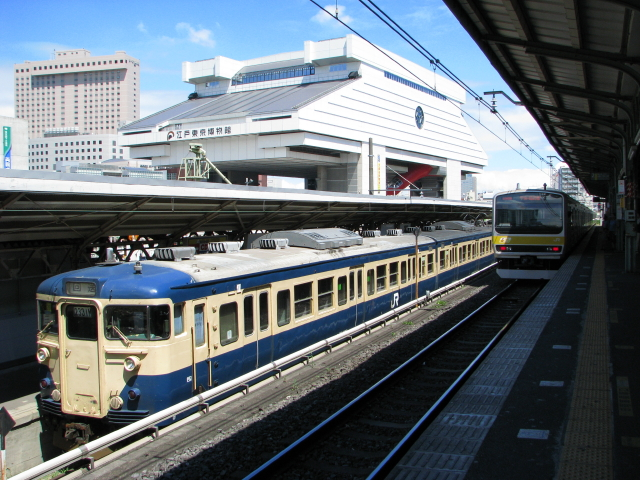
臨時月台停靠中的新聞輸送列車與總武線各站停車（2007年8月）

### 東京都交通局
島式月台1面2線之地下車站。副站名為「江戶東京博物館前」。

#### 月台配置
| 月台 | 路線     | 目的地                       |
| ---- | -------- | ---------------------------- |
| 1    | 大江戶線 | 飯田橋、新宿西口、都廳前方向 |
| 2    | 大江戶線 | 門前仲町、大門、六本木方向   |

（來源：都營地下鐵:車站構內圖（页面存档备份，存于））

## 利用狀況
- JR東日本 - 2019年度1日平均上車人次為39,148人[使用人數 1]。
- 都營地下鐵 - 2017年度1日平均上下車人次為33,839人（上車人次16,949人、下車人次16,890人）[使用人數 2]。
  - 開業前1日上車人次約5,000人，2013年度突破14,000人。

各年度1日平均上下車人次如下表。
| 年度               | 都營地下鐵         | 都營地下鐵 |
| 年度               | 1日平均 上下車人次 | 增長率     |
| ------------------ | ------------------ | ---------- |
| 2003年（平成15年） | 20,722             | 2.6%       |
| 2004年（平成16年） | 21,192             | 2.3%       |
| 2005年（平成17年） | 22,097             | 4.3%       |
| 2006年（平成18年） | 23,955             | 8.6%       |
| 2007年（平成19年） | 25,894             | 8.1%       |
| 2008年（平成20年） | 26,789             | 3.5%       |
| 2009年（平成21年） | 26,788             | 0.0%       |
| 2010年（平成22年） | 27,318             | 2.0%       |
| 2011年（平成23年） | 26,616             | −2.6%      |
| 2012年（平成24年） | 27,812             | 4.5%       |
| 2013年（平成25年） | 28,702             | 3.2%       |
| 2014年（平成26年） | 29,556             | 3.0%       |
| 2015年（平成27年） | 31,472             | 6.5%       |
| 2016年（平成28年） | 32,739             | 4.0%       |
| 2017年（平成29年） | 33,839             | 3.4%       |
| 2018年（平成30年） | 35,313             | 4.4%       |

### 各年度每日平均上車人次（1900年代－1930年代）
各年度每日平均上車人次如下表。
| 年度               | 總武鐵道 / 國鐵 | 來源              |
| ------------------ | --------------- | ----------------- |
| 1904年（明治37年） | 1,785           | [ 東京府統計 1 ]  |
| 1905年（明治38年） | 2,230           | [ 東京府統計 2 ]  |
| 1907年（明治40年） | 1,773           | [ 東京府統計 3 ]  |
| 1908年（明治41年） | 3,247           | [ 東京府統計 4 ]  |
| 1909年（明治42年） | 3,127           | [ 東京府統計 5 ]  |
| 1911年（明治44年） | 2,936           | [ 東京府統計 6 ]  |
| 1912年（大正元年） | 2,699           | [ 東京府統計 7 ]  |
| 1913年（大正02年） | 2,511           | [ 東京府統計 8 ]  |
| 1914年（大正03年） | 2,548           | [ 東京府統計 9 ]  |
| 1915年（大正04年） | 2,381           | [ 東京府統計 10 ] |
| 1916年（大正05年） | 2,534           | [ 東京府統計 11 ] |
| 1919年（大正08年） | 4,437           | [ 東京府統計 12 ] |
| 1920年（大正09年） | 5,310           | [ 東京府統計 13 ] |
| 1922年（大正11年） | 7,052           | [ 東京府統計 14 ] |
| 1923年（大正12年） | 7,990           | [ 東京府統計 15 ] |
| 1924年（大正13年） | 9,020           | [ 東京府統計 16 ] |
| 1925年（大正14年） | 9,224           | [ 東京府統計 17 ] |
| 1926年（昭和元年） | 9,559           | [ 東京府統計 18 ] |
| 1927年（昭和02年） | 10,163          | [ 東京府統計 19 ] |
| 1928年（昭和03年） | 10,646          | [ 東京府統計 20 ] |
| 1929年（昭和04年） | 10,448          | [ 東京府統計 21 ] |
| 1930年（昭和05年） | 19,616          | [ 東京府統計 22 ] |
| 1931年（昭和06年） | 10,624          | [ 東京府統計 23 ] |
| 1932年（昭和07年） | 12,552          | [ 東京府統計 24 ] |
| 1933年（昭和08年） | 13,480          | [ 東京府統計 25 ] |
| 1934年（昭和09年） | 14,215          | [ 東京府統計 26 ] |
| 1935年（昭和10年） | 15,128          | [ 東京府統計 27 ] |

### 各年度1日平均上車人次（1953年－2000年）
| 年度               | 國鐵 / JR東日本 | 都營地下鐵 | 來源              |
| ------------------ | --------------- | ---------- | ----------------- |
| 1953年（昭和28年） | 24,022          | 未 開 業   | [ 東京都統計 1 ]  |
| 1954年（昭和29年） | 24,265          | 未 開 業   | [ 東京都統計 2 ]  |
| 1955年（昭和30年） | 25,753          | 未 開 業   | [ 東京都統計 3 ]  |
| 1956年（昭和31年） | 28,268          | 未 開 業   | [ 東京都統計 4 ]  |
| 1957年（昭和32年） | 28,435          | 未 開 業   | [ 東京都統計 5 ]  |
| 1958年（昭和33年） | 29,172          | 未 開 業   | [ 東京都統計 6 ]  |
| 1959年（昭和34年） | 30,871          | 未 開 業   | [ 東京都統計 7 ]  |
| 1960年（昭和35年） | 32,745          | 未 開 業   | [ 東京都統計 8 ]  |
| 1961年（昭和36年） | 33,997          | 未 開 業   | [ 東京都統計 9 ]  |
| 1962年（昭和37年） | 36,707          | 未 開 業   | [ 東京都統計 10 ] |
| 1963年（昭和38年） | 38,700          | 未 開 業   | [ 東京都統計 11 ] |
| 1964年（昭和39年） | 41,081          | 未 開 業   | [ 東京都統計 12 ] |
| 1965年（昭和40年） | 42,595          | 未 開 業   | [ 東京都統計 13 ] |
| 1966年（昭和41年） | 42,470          | 未 開 業   | [ 東京都統計 14 ] |
| 1967年（昭和42年） | 45,386          | 未 開 業   | [ 東京都統計 15 ] |
| 1968年（昭和43年） | 45,838          | 未 開 業   | [ 東京都統計 16 ] |
| 1969年（昭和44年） | 40,540          | 未 開 業   | [ 東京都統計 17 ] |
| 1970年（昭和45年） | 39,638          | 未 開 業   | [ 東京都統計 18 ] |
| 1971年（昭和46年） | 39,456          | 未 開 業   | [ 東京都統計 19 ] |
| 1972年（昭和47年） | 38,584          | 未 開 業   | [ 東京都統計 20 ] |
| 1973年（昭和48年） | 37,121          | 未 開 業   | [ 東京都統計 21 ] |
| 1974年（昭和49年） | 37,775          | 未 開 業   | [ 東京都統計 22 ] |
| 1975年（昭和50年） | 36,986          | 未 開 業   | [ 東京都統計 23 ] |
| 1976年（昭和51年） | 38,282          | 未 開 業   | [ 東京都統計 24 ] |
| 1977年（昭和52年） | 38,129          | 未 開 業   | [ 東京都統計 25 ] |
| 1978年（昭和53年） | 36,795          | 未 開 業   | [ 東京都統計 26 ] |
| 1979年（昭和54年） | 35,970          | 未 開 業   | [ 東京都統計 27 ] |
| 1980年（昭和55年） | 34,715          | 未 開 業   | [ 東京都統計 28 ] |
| 1981年（昭和56年） | 33,934          | 未 開 業   | [ 東京都統計 29 ] |
| 1982年（昭和57年） | 33,156          | 未 開 業   | [ 東京都統計 30 ] |
| 1983年（昭和58年） | 32,664          | 未 開 業   | [ 東京都統計 31 ] |
| 1984年（昭和59年） | 33,326          | 未 開 業   | [ 東京都統計 32 ] |
| 1985年（昭和60年） | 34,830          | 未 開 業   | [ 東京都統計 33 ] |
| 1986年（昭和61年） | 34,877          | 未 開 業   | [ 東京都統計 34 ] |
| 1987年（昭和62年） | 34,995          | 未 開 業   | [ 東京都統計 35 ] |
| 1988年（昭和63年） | 35,833          | 未 開 業   | [ 東京都統計 36 ] |
| 1989年（平成元年） | 36,488          | 未 開 業   | [ 東京都統計 37 ] |
| 1990年（平成02年） | 38,641          | 未 開 業   | [ 東京都統計 38 ] |
| 1991年（平成03年） | 40,956          | 未 開 業   | [ 東京都統計 39 ] |
| 1992年（平成04年） | 43,721          | 未 開 業   | [ 東京都統計 40 ] |
| 1993年（平成05年） | 47,441          | 未 開 業   | [ 東京都統計 41 ] |
| 1994年（平成06年） | 44,649          | 未 開 業   | [ 東京都統計 42 ] |
| 1995年（平成07年） | 43,639          | 未 開 業   | [ 東京都統計 43 ] |
| 1996年（平成08年） | 43,386          | 未 開 業   | [ 東京都統計 44 ] |
| 1997年（平成09年） | 42,041          | 未 開 業   | [ 東京都統計 45 ] |
| 1998年（平成10年） | 41,619          | 未 開 業   | [ 東京都統計 46 ] |
| 1999年（平成11年） | 40,977          | 未 開 業   | [ 東京都統計 47 ] |
| 2000年（平成12年） | 40,892          | 7,518      | [ 東京都統計 48 ] |

### 各年度1日平均上車人次（2001年以後）
| 年度               | JR東日本 | 都營地下鐵 | 來源              |
| ------------------ | -------- | ---------- | ----------------- |
| 2001年（平成13年） | 39,106   | 9,403      | [ 東京都統計 49 ] |
| 2002年（平成14年） | 39,078   | 10,438     | [ 東京都統計 50 ] |
| 2003年（平成15年） | 38,826   | 10,667     | [ 東京都統計 51 ] |
| 2004年（平成16年） | 38,548   | 10,909     | [ 東京都統計 52 ] |
| 2005年（平成17年） | 38,047   | 11,288     | [ 東京都統計 53 ] |
| 2006年（平成18年） | 39,406   | 12,254     | [ 東京都統計 54 ] |
| 2007年（平成19年） | 39,811   | 13,106     | [ 東京都統計 55 ] |
| 2008年（平成20年） | 39,969   | 13,538     | [ 東京都統計 56 ] |
| 2009年（平成21年） | 39,371   | 13,488     | [ 東京都統計 57 ] |
| 2010年（平成22年） | 38,733   | 13,735     | [ 東京都統計 58 ] |
| 2011年（平成23年） | 37,926   | 13,384     | [ 東京都統計 59 ] |
| 2012年（平成24年） | 37,961   | 13,957     | [ 東京都統計 60 ] |
| 2013年（平成25年） | 37,996   | 14,384     | [ 東京都統計 61 ] |
| 2014年（平成26年） | 37,813   | 14,800     | [ 東京都統計 62 ] |
| 2015年（平成27年） | 38,901   | 15,769     | [ 東京都統計 63 ] |
| 2016年（平成28年） | 39,902   | 16,398     | [ 東京都統計 64 ] |
| 2017年（平成29年） | 39,768   | 16,949     | [ 東京都統計 65 ] |
| 2018年（平成30年） | 39,862   | 17,698     | [ 東京都統計 66 ] |
| 2019年（令和元年） | 39,148   |            |                   |

備考
1. ↑  1904年4月5日開業。開業日起至翌年3月31日為止合計361日間資料。
2. ↑  2000年12月12日開業。開業日から翌年3月31日までの計110日間を集計したデータ。

## 車站周邊
車站旁除了大相撲場館兩國國技館，江戶時代進行勸進相撲的兩國回向院也位於車站南側，因此此地形成相撲部屋與大尺寸服飾店聚集的相撲之街。1909年竣工的舊兩國國技館在回向院內（現兩國CITY CORE），現在位在車站北側的兩國國技館是1985年竣工的新建築。
車站北側國技館旁是江戶東京博物館。過去該地是貨物站用地，後因總武快速線建設而廢除，改為國鐵巴士東京自動車營業所（之後的JR巴士關東東京支店），之後移往江東區鹽濱，該地改建為兩國國技館。
國技館北側是舊安田庭園。庭園西側為隅田川，河岸上有南北向的首都高速6號向島線高架道路。
舊安田庭園東側、江戶東京博物館北側的摩天大樓NTTdocomo墨田大廈於2004年竣工。該大樓內有「NTT docomo歷史展示廣場」，展出過去NTT docomo的行動電話。
舊安田庭園東北側、NTT docomo墨田大廈北側、位於清澄通與藏前橋通之間的是都立橫網町公園。園內有關東大地震眾多民眾罹難的陸軍本所被服廠舊址（震災當時就已是「舊址」），是都立公園中少數以慰靈為目的的公園。園內設有祭祀震災與空襲罹難者的東京都慰靈堂與震災復興紀念館、東京空襲犠牲者追悼碑等，每年3月10日（東京大空襲忌日）與9月1日（關東大震災忌日）舉行慰靈法會。
JR東口跨越南方的京葉道路（國道14號）後往南可至本所松坂町公園（吉良上野介屋敷舊址、忠臣藏襲擊地）。該公園附近的兩國公園有「勝海舟誕生地」碑，周邊還可發現許多江戶至明治時期的名人足跡（芥川龍之介生育地等）。另外，車站東南側一帶是池波正太郎小說《鬼平犯科帳》的主要舞台。
JR西口往南至京葉道路（兩國二丁目交差點）南側是再開發複合大樓「兩國CITY CORE」（両国シティコア），內部有劇場「THEATRE Χ」。CITY CORE南側為兩國回向院，再往南是運河與首都高速7號小松川線高架橋。該高速道路與6號向島線在隅田川岸以兩國系統交流道連結，但兩路線皆未在本站附近設置出入口。

### 橫網（車站北側）
- 兩國國技館
  - 相撲博物館（日语：相撲博物館）
  - 相撲診療所
- 江戶東京博物館
- 珍珠酒店兩國
- 舊安田庭園（日语：旧安田庭園）
- 墨田北齋美術館
- NTTdocomo墨田大廈（日语：NTTドコモ墨田ビル）
  - NTT docomo歷史展示廣場（日语：NTTドコモ歴史展示スクエア）
- 都立橫網町公園
  - 東京都慰靈堂
  - 東京都復興紀念館
- 國際時尚中心大廈
  - 兩國第一酒店（日语：第一ホテル両国）
- 同愛紀念醫院（日语：同愛記念病院）
- 日本大學第一中學校·高等學校（日语：日本大学第一中学校・高等学校）
- 安田學園中學校·高等學校（日语：安田学園中学校・高等学校）
- 墨田區立兩國中學校（日语：墨田区立両国中学校）

### 兩國（車站南側）
- 兩國豪景酒店
- 兩國CITY CORE
  - THEATRE Χ（日语：シアターΧ）
- 兩國回向院
- 本所松坂町公園（日语：本所松坂町公園）
- 吉良邸跡（吉良上野介（日语：吉良義央）屋敷舊址、忠臣藏襲擊地）
- 墨田區立兩國小學校

### 巴士路線
最近的巴士站是JR西口、兩國豪景酒店前的「兩國站前」、京葉道路旁的「兩國站入口」、「兩國·江戶東京博物館」、清澄通上都營大江戶線車站附近的「都營兩國站前」四處，可搭乘都營巴士、京成巴士、JR巴士關東、東武巴士中央、SGRS TOURISM AGENCY等巴士。

#### 兩國站前
- 1號乘車處
  - 錦27：往小岩站前
- 2號乘車處
  - 兩28：往東砂六丁目、臨海車庫（日语：都営バス臨海支所）
- 無編號
  - 熊貓巴士兩國線：往淺草ROX前

#### 兩國站入口
- 錦27：往小岩站前
- 兩28：往東砂六丁目、臨海車庫

#### 都營兩國站前
- 門33：往豐海水產埠頭／往龜戶站前
- 錦27、兩28：往兩國站前
- 墨田區內循環巴士「墨田百景 墨丸君·小墨鈴」南部線：彌勒寺前、墨田區役所方向

#### 國技館水上巴士碼頭
- 墨田區內循環巴士「墨田百景 墨丸君·小墨鈴」南部線：彌勒寺前、墨田區役所方向

#### 兩國站西口（回向院入口）
- 墨田區內循環巴士「墨田百景 墨丸君·小墨鈴」南部線：彌勒寺前、墨田區役所方向

#### 兩國·江戶東京博物館＜京葉道路旁＞
- 晴空塔穿梭巴士東京站線：往東京黎凡特東武酒店（錦糸町站北口）、東京晴空塔城／往東京站日本橋口

### 水上巴士
- 兩國碼頭
  - 東京水邊線（日语：東京水辺ライン）

## 其他
本站周邊因有國技館與相撲部屋等相撲相關設施，車站所在地名常被誤認為「橫綱」，事實上是「橫網」。

## 相鄰車站
東日本旅客鐵道
 總武線（各站停車）
錦糸町（JB 22）－兩國（JB 21）－淺草橋（JB 20）
 都營地下鐵
 大江戶線
藏前（E 11）－兩國（E 12）－森下（E 13）

### 來源
JR、地下鐵1日平均使用人數
1. ↑  .   [2016-05-20]. （原始内容存档于2001-05-06）.
2. ↑  .   [2011-07-08]. （原始内容存档于2016-03-04）.

JR東日本1999年度以後上車人次
1. ↑  各駅の乗車人員（1999年度） （页面存档备份，存于） - JR東日本
2. ↑  各駅の乗車人員（2000年度） （页面存档备份，存于） - JR東日本
3. ↑  各駅の乗車人員（2001年度） （页面存档备份，存于） - JR東日本
4. ↑  各駅の乗車人員（2002年度） （页面存档备份，存于） - JR東日本
5. ↑  各駅の乗車人員（2003年度） （页面存档备份，存于） - JR東日本
6. ↑  各駅の乗車人員（2004年度） （页面存档备份，存于） - JR東日本
7. ↑  各駅の乗車人員（2005年度） （页面存档备份，存于） - JR東日本
8. ↑  各駅の乗車人員（2006年度） （页面存档备份，存于） - JR東日本
9. ↑  各駅の乗車人員（2007年度） （页面存档备份，存于） - JR東日本
10. ↑  各駅の乗車人員（2008年度） （页面存档备份，存于） - JR東日本
11. ↑  各駅の乗車人員（2009年度） （页面存档备份，存于） - JR東日本
12. ↑  各駅の乗車人員（2010年度） （页面存档备份，存于） - JR東日本
13. ↑  各駅の乗車人員（2011年度） （页面存档备份，存于） - JR東日本
14. ↑  各駅の乗車人員（2012年度） （页面存档备份，存于） - JR東日本
15. ↑  各駅の乗車人員（2013年度） （页面存档备份，存于） - JR東日本
16. ↑  各駅の乗車人員（2014年度） （页面存档备份，存于） - JR東日本
17. ↑  各駅の乗車人員（2015年度） （页面存档备份，存于） - JR東日本
18. ↑  各駅の乗車人員（2016年度） （页面存档备份，存于） - JR東日本
19. ↑  各駅の乗車人員（2017年度） （页面存档备份，存于） - JR東日本
20. ↑  各駅の乗車人員（2018年度） （页面存档备份，存于） - JR東日本
21. ↑  各駅の乗車人員（2019年度） （页面存档备份，存于） - JR東日本

JR、地下鐵統計資料
1. ↑  各種報告書 （页面存档备份，存于） - 関東交通広告協議会
2. 1 2  行政基礎資料集 （页面存档备份，存于） - 墨田区

東京府統計書
1. ↑  .   [2019-02-25]. （原始内容存档于2019-02-21）.
2. ↑  .   [2019-02-25]. （原始内容存档于2019-02-21）.
3. ↑  .   [2019-02-25]. （原始内容存档于2019-07-01）.
4. ↑  .   [2019-02-25]. （原始内容存档于2019-02-21）.
5. ↑  .   [2019-02-25]. （原始内容存档于2019-02-21）.
6. ↑  .   [2019-02-25]. （原始内容存档于2019-02-21）.
7. ↑  .   [2019-02-25]. （原始内容存档于2019-02-21）.
8. ↑  .   [2019-02-25]. （原始内容存档于2019-02-21）.
9. ↑  .   [2019-02-25]. （原始内容存档于2019-02-21）.
10. ↑  .   [2019-02-25]. （原始内容存档于2019-02-21）.
11. ↑  .   [2019-02-25]. （原始内容存档于2019-02-21）.
12. ↑  .   [2019-02-25]. （原始内容存档于2019-01-23）.
13. ↑  .   [2019-02-25]. （原始内容存档于2019-01-23）.
14. ↑  .   [2019-02-25]. （原始内容存档于2019-02-21）.
15. ↑  .   [2019-02-25]. （原始内容存档于2019-02-21）.
16. ↑  .   [2019-02-25]. （原始内容存档于2019-02-21）.
17. ↑  .   [2019-02-25]. （原始内容存档于2019-02-21）.
18. ↑  .   [2019-02-25]. （原始内容存档于2019-02-21）.
19. ↑  .   [2019-02-25]. （原始内容存档于2019-02-20）.
20. ↑  .   [2019-02-25]. （原始内容存档于2019-02-20）.
21. ↑  .   [2019-02-25]. （原始内容存档于2019-02-20）.
22. ↑  .   [2019-02-25]. （原始内容存档于2019-02-20）.
23. ↑  .   [2019-02-25]. （原始内容存档于2019-02-20）.
24. ↑  .   [2019-02-25]. （原始内容存档于2019-02-20）.
25. ↑  .   [2019-02-25]. （原始内容存档于2019-02-19）.
26. ↑  .   [2019-02-25]. （原始内容存档于2019-02-19）.
27. ↑  .   [2019-02-25]. （原始内容存档于2019-02-19）.

東京都統計年鑑
1. ↑  昭和28年PDF - 13ページ
2. ↑  昭和29年PDF - 10ページ
3. ↑  昭和30年PDF - 10ページ
4. ↑  昭和31年PDF - 10ページ
5. ↑  昭和32年PDF - 10ページ
6. ↑  昭和33年PDF - 10ページ
7. ↑  .   [2019-02-25]. （原始内容存档于2016-03-05）.
8. ↑  .   [2019-02-25]. （原始内容存档于2016-03-05）.
9. ↑  .   [2019-02-25]. （原始内容存档于2015-06-29）.
10. ↑  .   [2019-02-25]. （原始内容存档于2015-06-29）.
11. ↑  .   [2019-02-25]. （原始内容存档于2015-06-29）.
12. ↑  .   [2019-02-25]. （原始内容存档于2015-06-29）.
13. ↑  .   [2019-02-25]. （原始内容存档于2016-03-05）.
14. ↑  .   [2019-02-25]. （原始内容存档于2016-03-05）.
15. ↑  .   [2019-02-25]. （原始内容存档于2016-03-05）.
16. ↑  .   [2019-02-25]. （原始内容存档于2016-03-05）.
17. ↑  .   [2019-02-25]. （原始内容存档于2016-03-05）.
18. ↑  .   [2019-02-25]. （原始内容存档于2016-03-05）.
19. ↑  .   [2019-02-25]. （原始内容存档于2015-06-29）.
20. ↑  .   [2019-02-25]. （原始内容存档于2015-06-29）.
21. ↑  .   [2019-02-25]. （原始内容存档于2015-06-29）.
22. ↑  .   [2019-02-25]. （原始内容存档于2016-03-05）.
23. ↑  .   [2019-02-25]. （原始内容存档于2016-06-02）.
24. ↑  .   [2019-02-25]. （原始内容存档于2015-06-29）.
25. ↑  .   [2019-02-25]. （原始内容存档于2016-03-05）.
26. ↑  .   [2019-02-25]. （原始内容存档于2015-06-29）.
27. ↑  .   [2019-02-25]. （原始内容存档于2016-03-05）.
28. ↑  .   [2019-02-25]. （原始内容存档于2016-03-05）.
29. ↑  .   [2019-02-25]. （原始内容存档于2016-03-05）.
30. ↑  .   [2019-02-25]. （原始内容存档于2015-06-29）.
31. ↑  .   [2019-02-25]. （原始内容存档于2015-06-29）.
32. ↑  .   [2019-02-25]. （原始内容存档于2015-06-29）.
33. ↑  .   [2019-02-25]. （原始内容存档于2016-03-05）.
34. ↑  .   [2019-02-25]. （原始内容存档于2016-03-05）.
35. ↑  .   [2019-02-25]. （原始内容存档于2015-06-29）.
36. ↑  .   [2019-02-25]. （原始内容存档于2016-03-05）.
37. ↑  .   [2019-02-25]. （原始内容存档于2016-03-05）.
38. ↑  .   [2019-02-25]. （原始内容存档于2016-03-05）.
39. ↑  .   [2019-02-25]. （原始内容存档于2016-03-05）.
40. ↑  .   [2017-05-29]. （原始内容存档于2013-08-15）.
41. ↑  .   [2017-05-29]. （原始内容存档于2013-02-03）.
42. ↑  .   [2019-02-25]. （原始内容存档于2013-02-03）.
43. ↑  .   [2019-02-25]. （原始内容存档于2013-02-03）.
44. ↑  .   [2019-02-25]. （原始内容存档于2013-02-03）.
45. ↑  .   [2019-02-25]. （原始内容存档于2016-03-04）.
46. ↑  平成10年PDF
47. ↑  平成11年PDF
48. ↑  .   [2017-05-29]. （原始内容存档于2016-03-04）.
49. ↑  .   [2017-05-29]. （原始内容存档于2016-03-04）.
50. ↑  .   [2017-05-29]. （原始内容存档于2017-07-29）.
51. ↑  .   [2017-05-29]. （原始内容存档于2017-07-29）.
52. ↑  .   [2017-05-29]. （原始内容存档于2017-07-29）.
53. ↑  .   [2017-05-29]. （原始内容存档于2017-07-29）.
54. ↑  .   [2017-05-29]. （原始内容存档于2017-07-29）.
55. ↑  .   [2017-05-29]. （原始内容存档于2017-07-29）.
56. ↑  .   [2017-05-29]. （原始内容存档于2017-07-29）.
57. ↑  .   [2019-02-25]. （原始内容存档于2016-03-26）.
58. ↑  .   [2019-02-25]. （原始内容存档于2016-03-27）.
59. ↑  .   [2019-02-25]. （原始内容存档于2016-03-25）.
60. ↑  .   [2019-02-25]. （原始内容存档于2016-03-27）.
61. ↑  .   [2019-02-25]. （原始内容存档于2016-03-22）.
62. ↑  .   [2017-05-29]. （原始内容存档于2017-07-30）.
63. ↑  .   [2017-05-29]. （原始内容存档于2018-11-09）.
64. ↑  .   [2019-02-25]. （原始内容存档于2019-05-02）.
65. ↑  .   [2020-07-28]. （原始内容存档于2019-12-03）.
66. ↑  .   [2020-07-28]. （原始内容存档于2020-08-04）.

## 外部連結
- 車站資訊（兩國）：東日本旅客鐵道
- 兩國 - 東京都交通局